# Herz-Jesu-Kirche (Berlin-Charlottenburg)

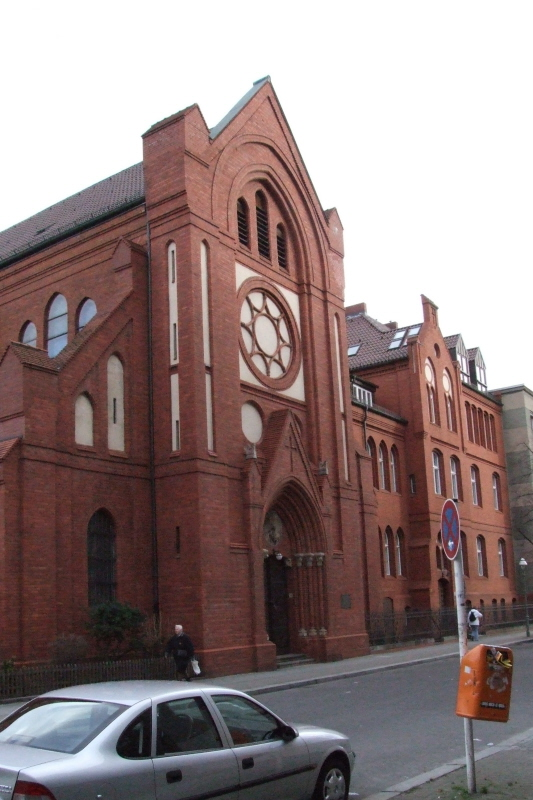
Straßenfront mit Pfarrhaus

Die Herz-Jesu-Kirche steht am Anger des ehemaligen Dorfes Lietzow im Berliner Ortsteil Charlottenburg hinter dem imposanten Rathaus des Bezirks. Sie entstand in der Hochzeit des Kulturkampfes 1875 bis 1877 als das erste Neubauprojekt einer katholischen Kirche im preußischen Charlottenburg. Die Kirche gehört zur Pfarrei „Märtyrer von Berlin“ im Erzbistum Berlin.

## Vorgeschichte
Hinter dem heutigen Kirchenbau befanden sich bereits eine Kapelle und das Kloster Vom Guten Hirten, wo „gefallene Mädchen“ betreut wurden. Auch eine katholische Schule wurde hier betrieben.
Nach der Reichsgründung kamen zunehmend Katholiken in die Reichshauptstadt. Die Kapelle in Alt-Lietzow wurde zu klein.

## Kirchenbau
Der Architekt Hubert Stier lieferte den Entwurf für die turmlose Basilika ohne Querhaus, in der sich neogotische und neoklassische Elemente verbanden. Der beengte Bauplatz und die Zeit des Kulturkampfes führten zu der ungewöhnlichen Form. Die Kirche fiel im Stadtbild nicht wirklich auf.
Es handelt sich um einen gegliederten Mauerwerksbau mit überwiegender Ziegelverblendung. In der dreiachsigen Straßenfassade springt das Mittelschiff leicht vor, ein Stufenportal bildet den Haupteingang. Ursprünglich krönte die Fassade ein Dachreiter, der nach den Zerstörungen des Zweiten Weltkriegs nicht wieder errichtet wurde. Seitlich sind gotische Strebepfeiler gemauert.
Die kreuzrippengewölbte Basilika ist nach dem gebundenen System gestaltet. Der Chorschluss ist dreieckig ausgeführt. Dieses ungewöhnliche Detail entstand erst 1883 beim Anbau des Chores mit zunächst nur dem Langhaus. Dann wurden Vorgängerbauten teilweise entfernt, um den Platz für den Chor zu gewinnen. Die Seitenschiffe sind weitgehend fensterlos. Das war der zur Bauzeit angrenzenden Nachbarbebauung geschuldet.
Das Innere der Kirche ist mehrfach umgestaltet worden. Bei der letzten Renovierung von 1992 bis 1995 wurde versucht, das Innere von der farblichen Gestaltung her wieder der ursprünglichen Ausmalung anzunähern.
Den Zweiten Weltkrieg überlebten die kleinteiligen und farblich sehr intensiven Chorfenster sowie die Mosaiken der zwölf Apostel darunter, die von Lammers 1937 geschaffen wurden. Aus der Erbauungszeit stammt das lebensgroße neugotische Kreuz, das im Zentrum des Chors hoch oben hängt. Der Taufbrunnen wurde zur Bauzeit der Kirche aus einem Biergarten geborgen, wo er als Blumenkübel genutzt wurde. Dieses Stück stammt aus dem Jahr 1537 und ist damit das älteste Ausstattungsstück der Kirche.
Direkt links neben dem Kirchenbau steht ein im Stil der Kirche später errichtetes Pfarrhaus. Das Gemeindezentrum kam nach dem Zweiten Weltkrieg hinzu.

## Kirchengemeinde
An der Charlottenburger Herz-Jesu-Kirche wirkte von 1913 bis 1930 der spätere Dompropst Bernhard Lichtenberg als Pfarrer. Dieser – 1996 seliggesprochene – Priester stellte sich schon in der Weimarer Zeit in der Herz-Jesu-Gemeinde gegen die Nationalsozialisten. Auch als Dompropst wirkte er weiter gegen das System, insbesondere gegen die Zustände in den Konzentrationslagern, die Entrechtung der Juden und gegen die Euthanasie. Diesen Widerstand bezahlte er 1943 mit dem Leben.
Im Jahr 2006 hatte die Gemeinde über 7300 Mitglieder. Neben der Herz-Jesu-Kirche gehörten auch St. Thomas von Aquin und die Kapelle im Kardinal-Bengsch-Zentrum zur Gemeinde Herz Jesu. St. Thomas von Aquin ist das zentrale Gotteshaus für die frankophone katholische Gemeinde in Berlin.
Am 1. Januar 2023 fusionierte die Pfarrei mit der Pfarrei St. Kamillus zur Pfarrei „Märtyrer von Berlin in Berlin-Charlottenburg“. Zur Pfarrei gehören auch die Kirche St. Thomas von Aquin und die Gedächtniskirche Maria Regina Martyrum. An der Kirche St. Thomas von Aquin ist die Französischsprachige Gemeinde ansässig.

## Orgel
Die Orgel der Kirche wurde 1972 durch die Firma E.F. Walcker & Cie mit 18 Registern auf zwei Manualen und Pedal erbaut. Das rein mechanische Instrument besitzt Schleifladen. Die Disposition ist wie folgt:
| I Hauptwerk C–a3 |                                         |    |
| 1.               | Principal                               | 8′ |
| 2.               | Rohrflöte                               | 8′ |
| 3.               | Oktave                                  | 4′ |
| 4.               | Gedackt                                 | 4′ |
| 5.               | Sesquialtera II (Halbzug: Quinte 2 ⁄3′) |    |
| 6.               | Mixtur V (Halbzug: Oktave 2′)           |    |
| 7.               | Trompete                                | 8′ |
|                  | Tremulant                               |    |

| II Schwellwerk C–a3 |              |       |
| 08.                 | Gedackt      | 8′    |
| 09.                 | Nachthorn    | 4′    |
| 10.                 | Prinzipal    | 2′    |
| 11.                 | Sifflöte     | 1 ⁄3′ |
| 12.                 | Scharff IV   |       |
| 13.                 | Rohrschalmey | 8′    |
|                     | Tremulant    |       |

| Pedal C–f1 |            |     |
| 14.        | Untersatz  | 16′ |
| 15.        | Violon     | 08′ |
| 16.        | Pommer     | 08′ |
| 17.        | Choralbass | 04′ |
| 18.        | Fagott     | 16′ |

- Koppeln: II/I I/P, II/P

## Bildergalerie

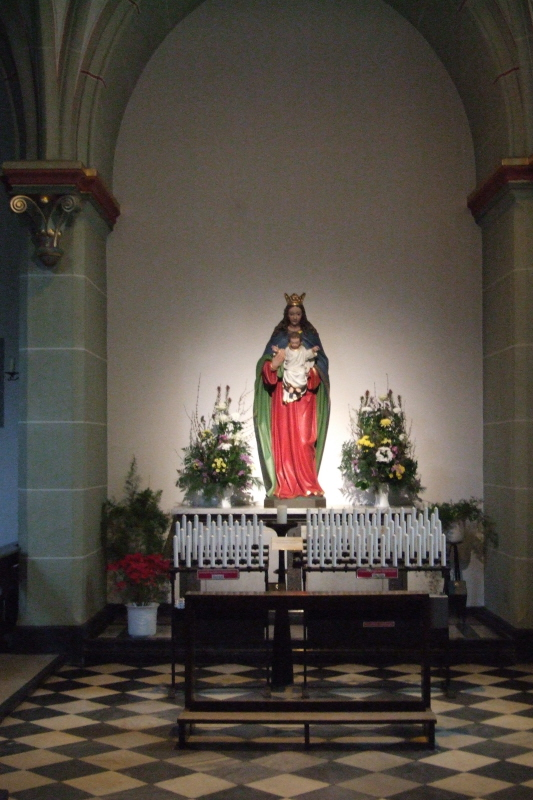
Madonna im Eingangsbereich
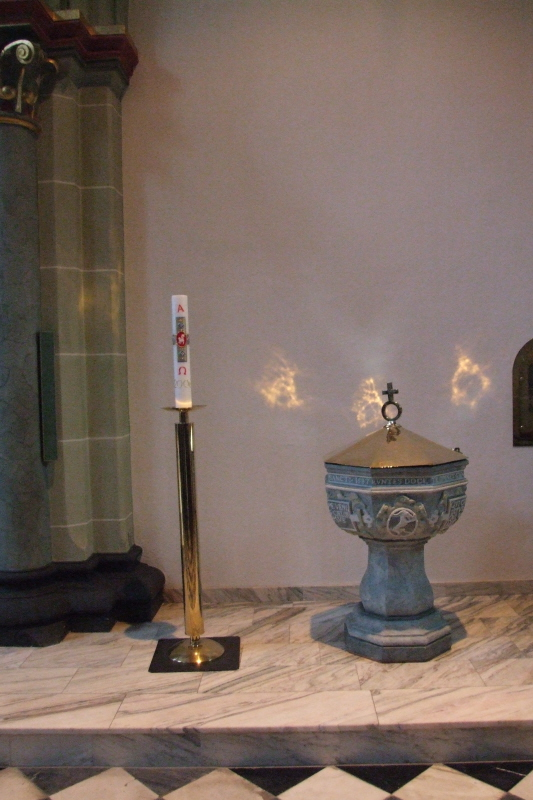
Taufbecken und Osterkerze
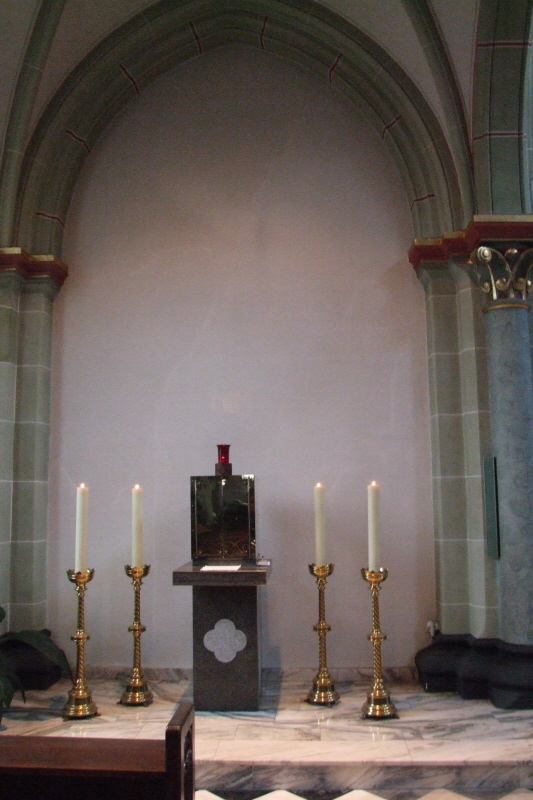
Seitenaltar mit Tabernakel
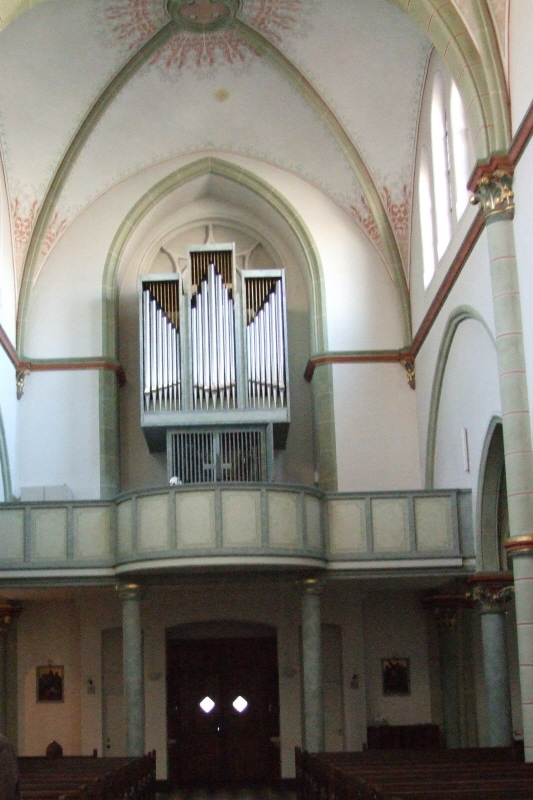
Orgelempore
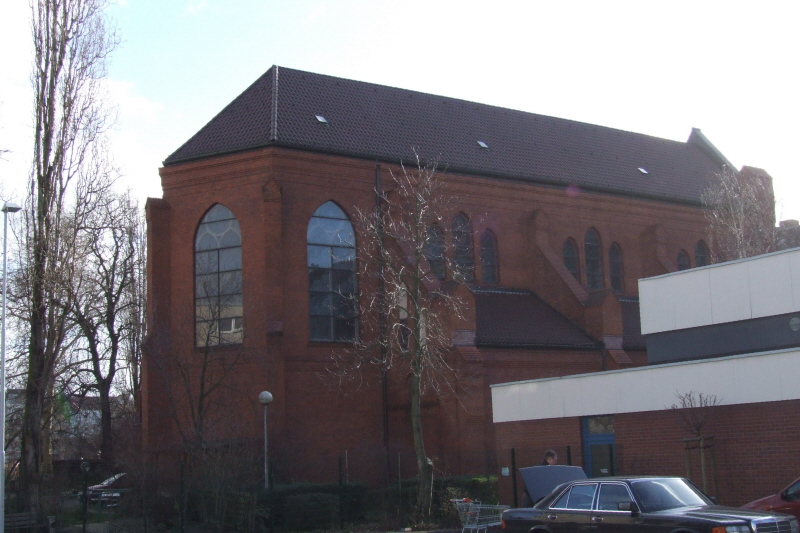
Rück- und Seitenfront